# Municipio de Orizaba
El municipio de Orizaba es uno de los 212 municipios del estado mexicano de Veracruz. Su cabecera es la localidad de Orizaba. Es parte de la Zona metropolitana de Orizaba.

## Geografía
El municipio de Orizaba colinda al norte con los municipios de Mariano Escobedo y Atzacan; al este con el municipio de Ixtaczoquitlán; al sur con los municipios de Rafael Delgado y Huiloapan de Cuauhtémoc; y al oeste con los municipios de Río Blanco y Ixhuatlancillo.

## Localidades
El municipio de Orizaba cuenta con cinco localidades.
| Localidad             | Población (2020) |
| --------------------- | ---------------- |
| Orizaba               | 120 500          |
| Villas de la Hacienda | 2 597            |
| Venustiano Carranza   | 61               |

## Gobierno
| Presidente municipal              | Periodo   | Partido | Partido                              |
| --------------------------------- | --------- | ------- | ------------------------------------ |
| Martín Gaudencio Cabrera Zavaleta | 2000-2004 |         | Partido Revolucionario Institucional |
| Emilio Stadelmann López           | 2004-2007 |         | Partido Acción Nacional              |
| Juan Manuel Diez Francos          | 2007-2010 |         | Partido Revolucionario Institucional |
| Hugo Chahin Malluly               | 2010-2013 |         | Partido Revolucionario Institucional |
| Juan Manuel Diez Francos          | 2014-2017 |         | Partido Revolucionario Institucional |
| Igor Fidel Rojí López             | 2018-2021 |         | Partido Revolucionario Institucional |
| Juan Manuel Diez Francos          | 2021-2025 |         | Partido Revolucionario Institucional |